# Папазов, Виталий Витальевич
Виталий Витальевич Папазов (6 апреля 1992 года) — российский волейболист, диагональный клуба «Газпром-Югра». Кандидат в мастера спорта России.

## Биография
Воспитанник белгородского волейбола, но за основную команду не играл. За время своей карьеры Папазов выступал за белгородское «Белогорье-2», новокуйбышевскую «Нову», клубы «Дагестан», «Павлодар» и «Локомотив-Изумруд».
Два сезона Папазов провёл в нижневартовском клубе «Югра-Самотлор», где был капитаном команды, и стал лучшим бомбардиром регулярного чемпионата России-2020/21.
В апреле 2021 года стал игроком «Кузбасса».
Летом 2022 года вернулся в новокуйбышевскую «Нову».

## Достижения
в клубах
- Бронзовый призёр и лучший бомбардир Высшей лиги «А» 2018/19 (829 очков в 46 матчах).
- Лучший бомбардир регулярного чемпионата суперлиги париматч 2020/2021

в сборной
- Бронзовый призёр летних юношеских Олимпийских игр (2010).